# Obrunnschlucht

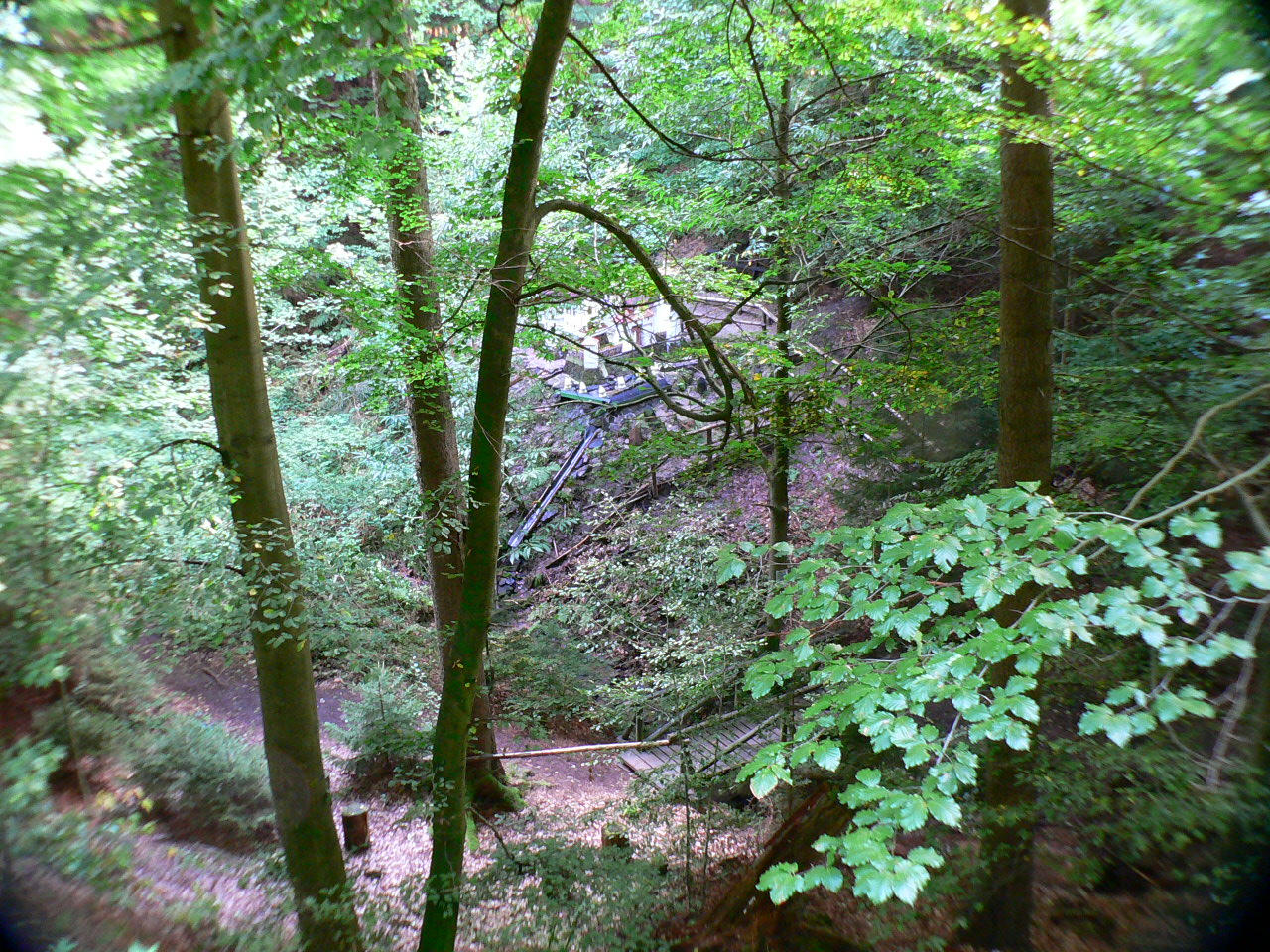
Die Obrunnschlucht, 2007

Die Obrunnschlucht ist ein tiefer Taleinschnitt des Obrunngrabens bei Höchst im Odenwald im Odenwaldkreis in Hessen. In ihr befindet sich seit etwa 1920 der Obrunnschlucht-Märchenpfad.

## Lage

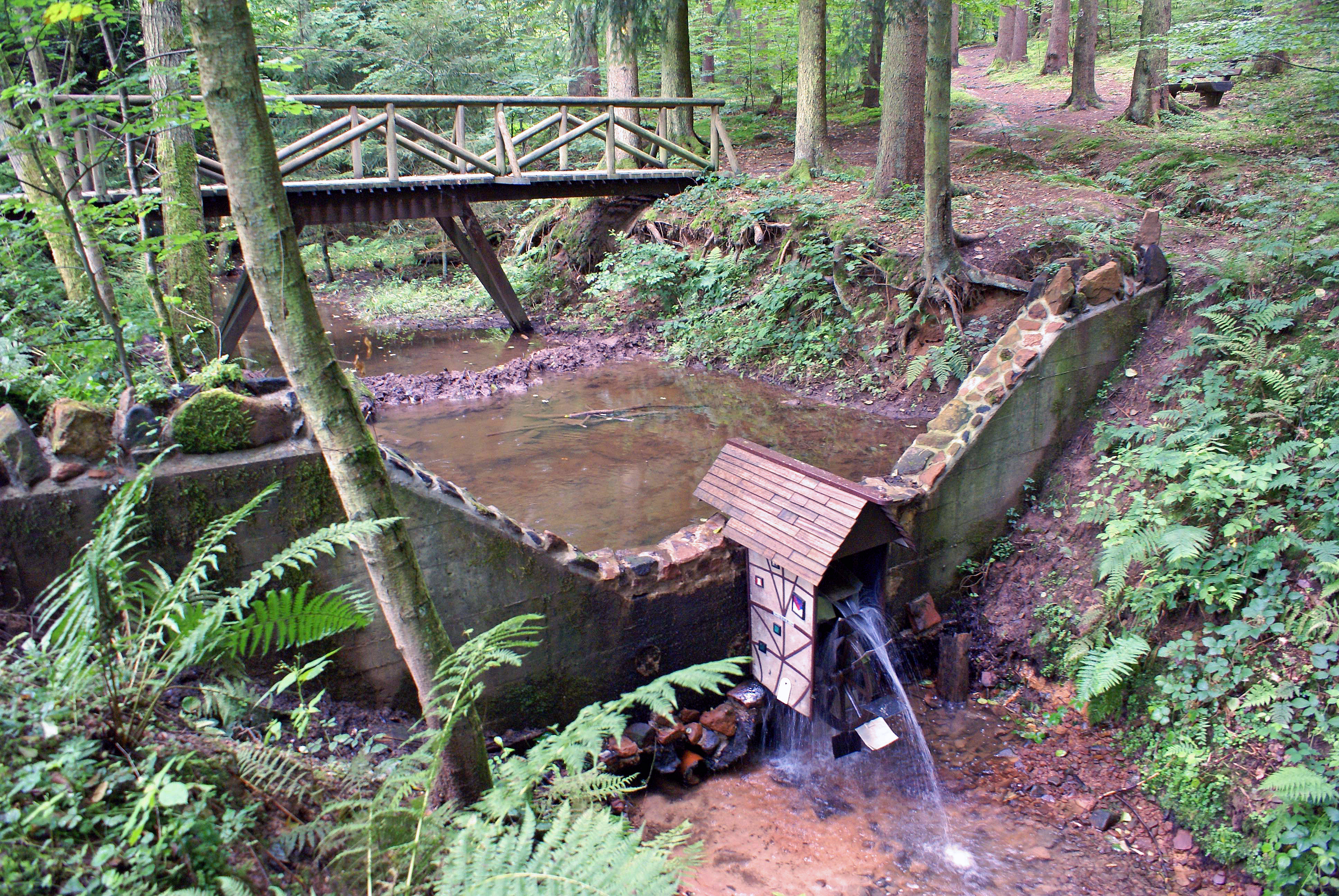
Obrunnschlucht (2015)

Die Obrunnschlucht befindet sich zwischen Höchst i. Odw. und Rimhorn im nordöstlichen Odenwald. Durch die enge Schlucht verlaufen der Obrunngraben, auch Obrunnbach genannt, und die Landesstraße 3106. Sie zweigt südlich von Höchst im Odenwald von der früheren Bundesstraße 45 (heute B 426) nach Südosten in Richtung Rimhorn ab. Die Schlucht ist etwa drei Kilometer lang und liegt bis zu 17 Meter unter Landstraßenniveau. Der Bachgrund ist an den schmalsten Stellen nur wenige Meter breit.  
Über die gesamte Länge der Schlucht führt ein Wanderweg entlang des Baches und quert diesen über zahlreiche Holzbrücken. Der Weg darf, abweichend von der allgemeinen Waldweg-Freigabe für Radfahrer, nicht von diesen befahren werden. Fast am oberen Ende der Schlucht befindet sich an der L 3106 ein großer Waldparkplatz mit Orientierungstafeln und direktem Zugang zum Wanderweg. Die Obrunnschlucht ist Teil des Geo-Naturparks Bergstraße-Odenwald.

## Geologie
Die Entstehung der Obrunnschlucht ist ursprünglich nicht, wie bei anderen Tälern mit Wasserläufen üblich, auf langsames Eingraben zurückzuführen, sondern auf die zweite Auffaltung des heutigen Odenwalds vor etwa 180 Millionen Jahren. Bereits im Devon hatte sich, ausgelöst durch die Kontinentalverschiebung, ein Gebirgszug durch große Teile Europas gebildet, der sich in der Trias gebietsweise wieder zum Germanischen Becken absenkte und in dem sich Schichten des roten Buntsandsteins ablagern konnten. Dieses Grundgebirge wurde in der Folgezeit zunächst durch Muschelkalkablagerungen eines großen Binnenmeers und anschließend von den Sedimenten des Keupers überdeckt. Erst nach der zweiten Auffaltung wurde die Sedimentschicht zum Teil bis auf das Grundgebirge wieder abgetragen, wodurch besonders im Westen des Odenwalds tiefe Täler entstanden, in denen auf der Hochebene entspringende Quellgewässer leicht den Weg in die Oberrheinische Tiefebene fanden.

## Geschichte

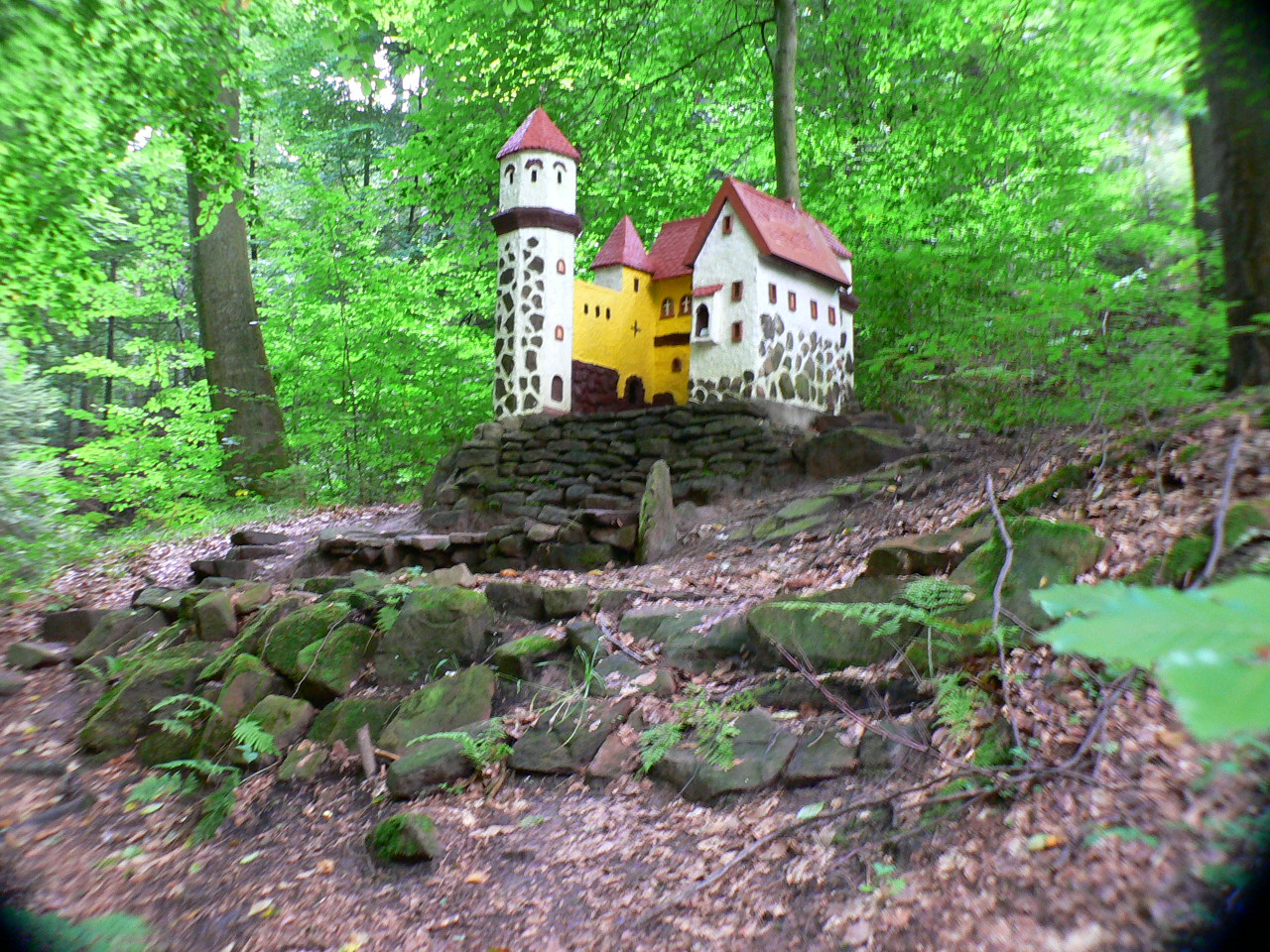
"Dornröschenschloss"

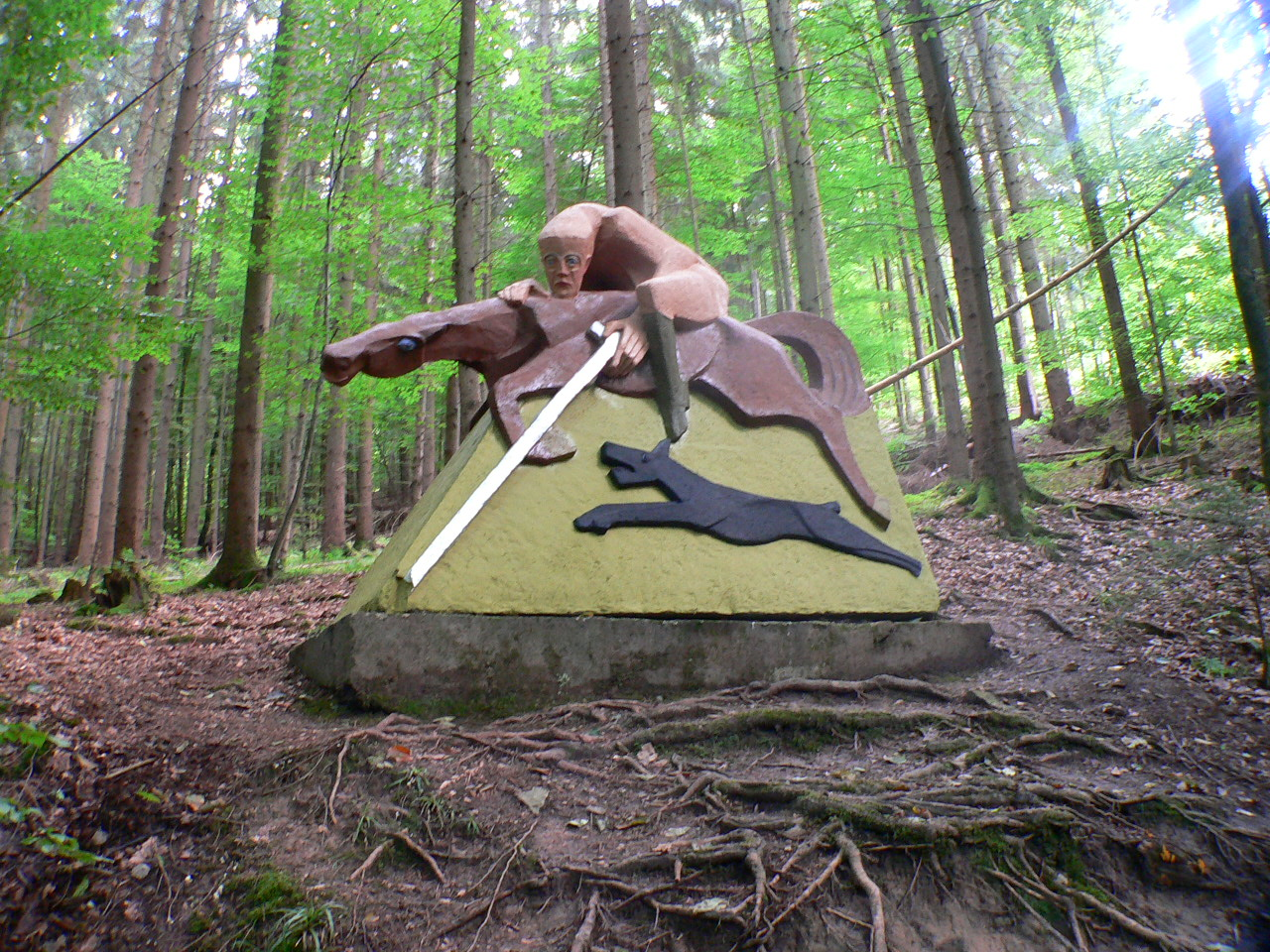
Der "Wilde Reiter"

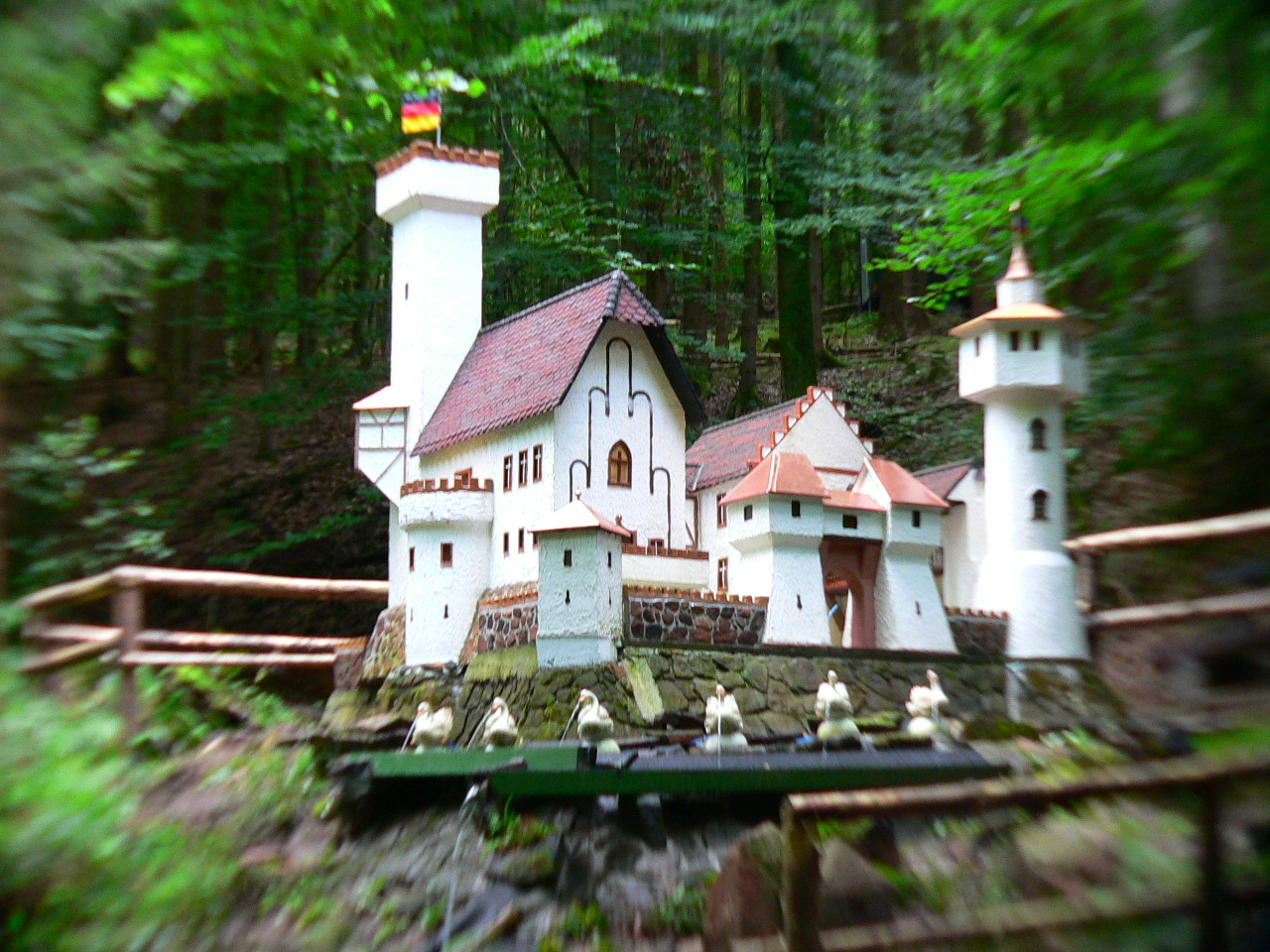
"Schwanenburg"

Die Obrunnschlucht wurde 1857 erstmals erwähnt und durch den 1882 gegründeten Odenwaldklub begehbar gemacht. Sie erfreute sich ab 1896 durch die Wandervogel-Bewegung als romantischer Talverlauf zunehmender Beliebtheit. Mitte des 20. Jahrhunderts entstanden aus einer Privatinitiative nacheinander an besonders schönen Stellen der Schlucht links des Obrunnbachs, ohne Bezug zu realen Bauten, mehrere Modelle von Burgen, Schlössern, Mühlen und Waldhütten etwa im Maßstab 1:20, sowie einige Skulpturen aus der Sagen- und Märchenwelt.
1953 zerstörte ein schweres Unwetter nahezu alle Miniaturen und Holzbrücken in der Schlucht und machte sie unpassierbar. 1961 fanden sich Höchster Bürger, die den Neuaufbau und die Erweiterung der Anlage in Angriff nahmen. Um die Attraktivität zu erhöhen, wurde auch die Infrastruktur durch einen Wanderparkplatz und einen Kiosk mit Ausschank und Tischen und Bänken verbessert. Zu gleicher Zeit entstand am oberen Beginn der Schlucht der Terrassenplatz mit dem Vereinsbrunnen und einer kleinen Wanderhütte.
In den 1960er und 1970er Jahren zog die Obrunnschlucht nicht nur die Höchster Bürgerschaft, sondern darüber hinaus auch viele Naherholungssuchende aus dem gesamten Rhein-Main-Gebiet an. Ende der 1970er Jahre erlahmte jedoch das Interesse an der romantischen Kulisse, an deren Miniaturen bereits der Zahn der Zeit genagt hatte. Der Kiosk wurde aufgegeben, und nahezu alle Baulichkeiten verfielen oder wurden mutwillig zerstört.
Erst 2005 gründeten einige engagierte Höchster Bürger die Interessengemeinschaft Obrunnschlucht und begaben sich noch in demselben Jahr an den Wiederaufbau zerstörter Objekte beziehungsweise Restaurierung noch vorhandener Relikte unter tatkräftiger Hilfe der Gemeinde Höchst und finanzieller Unterstützung zahlreicher Geschäftsleute. Zusätzlich wurden vollständig neue Projekte in Angriff genommen und für die Zukunft geplant.
Im Sommer 2007, zur 150-Jahr-Feier der Ersterwähnung der Obrunnschlucht, haben Wanderweg und Bauten ihre frühere Attraktivität wiedererlangt.
Im Oktober 2011 wurde die Obrunnschlucht wieder Ziel von Randalierern. 7 von 14 Modellen wurden zerstört. Den materiellen Schaden schätzte die Polizei auf 1000 Euro. Der Wiederaufbau der Miniaturen war unklar, da die ehrenamtliche arbeitende Interessengemeinschaft Obrunnschlucht einen erneuten Wiederaufbau komplett in Eigenregie wohl nicht mehr in Angriff genommen hatte. Im Dezember 2011 kam aber Hilfe. Es wurde ein Benefizabend zugunsten des Projekts veranstaltet und die Gesellschaft für Aus- und Weiterbildung (BAW) Odenwaldkreis sicherte mit ihren Handwerkern Hilfe beim Wiederaufbau zu.

## Objekte
Folgende Modelle gab es oder gibt es wieder in der Obrunnschlucht:
- Haus Odenwald (errichtet vor 1953, wiedererrichtet um 1961, zerstört um 1980)
- Haus Waldesruh (errichtet vor 1953, wiedererrichtet um 1961, zerstört um 1980)
- Berghütte (errichtet vor 1953, wiedererrichtet um 1961, zerstört um 1980)
- Alte Bergkirche (zerstört um 1980, ersetzt 2006 durch Neue Bergkirche)
- Wasserburg (zerstört um 1980, Wiederaufbau geplant für 2008)
- Erlenmühle (errichtet vor 1953, restauriert 1961 und 2006)
- Dornröschenschloss (errichtet vor 1953, restauriert 1961 und 2006)
- Schwanenburg (errichtet vor 1953, restauriert 1961 und 2007)
- Rübezahl (errichtet vor 1953, restauriert 2007)
- Windmühle (errichtet 1961, restauriert 2006)
- Reiter („Wilde Jagd“) (errichtet um 1975, restauriert 2007)
- Wolfsburg (neu errichtet 2005)
- Neue Bergkirche (neu errichtet 2006)
- Mäuseturm (neu errichtet 2007)
- Eulenmühle (neu errichtet 2007)
- Wasserfall (neu errichtet 2008)
- Hotel "Zur Post" (neu errichtet 2009)
- Leuchtturm (neu errichtet 2009)
- Kloster Höchst (zerstört um 1980, Neubau 2017 fertiggestellt)

## Wanderwege
Der 4,8 Kilometer lange Rundwanderweg R4 führt von Höchst aus durch die Obrunnschlucht und zurück nach Höchst. Die Obrunnschlucht soll zukünftig Bestandteil des regionalen Geopark-Projekts werden, das Aufschluss über die Gewässerentwicklung gibt.